# Haplopsebium lepesmei
Haplopsebium lepesmei là một loài bọ cánh cứng trong họ Cerambycidae.